# Digitaria paraguayensis
Digitaria paraguayensis är en gräsart som beskrevs av Johannes Jan Theodoor Henrard. Digitaria paraguayensis ingår i släktet fingerhirser, och familjen gräs. Inga underarter finns listade i Catalogue of Life.